# Iain Hamilton
Pour les articles homonymes, voir Hamilton.
Iain Ellis Hamilton (6 juin 1922 – 21 juillet 2000) est un compositeur écossais.

## Biographie
Né à Glasgow, Hamilton est formé à Londres où il est apprenti mécanicien. Il reste sept ans dans cette profession et entreprend l'étude de la musique durant son temps libre. Après avoir obtenu une bourse pour étudier au Royal College of Music qu'il intègre en 1947, il décide de se consacrer à une carrière musicale. Il obtient son Bachelor of Music de l'université de Londres et reçoit un doctorat honoraire de musique de l'université de Glasgow.
Hamilton s'installe aux États-Unis en 1962 mais meurt à Londres à l'âge de 78 ans.

## Œuvres

### Musique de chambre et instrument solo
- 1948 : Quintette #1 pour clarinette et quatuor à cordes
- 1949-50 : Trois nocturnes pour clarinette et piano, op. 6
- 1950-51 : Sonate pour alto et piano, op. 9
- 1951 : Quatuor, op. 12 pour flûte et trio à cordes
- 1952 : Quatuor à cordes #1, op. 5
- 1954 : Octet pour cordes pour double quatuor à cordes
- 1955 : ‘’ Serenata’’ pour violon et clarinette
- 1956 : Trio pour violon, violoncelle et piano, op. 25
- 1958-59 : Sonate #1 pour violoncelle et piano, op. 39
- 1963 : The Chaining of Prometheus pour ensemble ou grand ensemble à vent
- 1964 : Cinq scènes pour trompette et piano
- 1965-71 : Quatuor à cordes #2
- 1966 : Sonate pour cinq pour flûte, hautbois, clarinette, basson et cor [3]
- 1966 : Sonate pour flûtiste et piano
- 1974 : Sea Music : Quintette #2 pour clarinette et quatuor à cordes
- 1974 : Sonate #1 pour violon et piano
- 1974 : Sonate #2 pour violoncelle et piano
- 1977 : Hyperion pour cinq instrumentistes (clarinette, cor, violin, violoncelle, piano.)
- 1977 : Spirits of the Air pour trombone basse solo
- 1984 : Quatuor à cordes #3
- 1984 : Quatuor à cordes #4
- 1988 : Sextuor à cordes (2 violons, 2 altos, 2 violoncelles)
- 1991 : Antigone pour octuor à vent
- 1991 : Quintette pour cuivres
- 1991 : Sonate pour hautbois et piano
- 1993-98 : Quatuor pour piano avec quatuor à cordes
- 1993 : Quintette pour piano avec quatuor à cordes
- 1996 : Spring Days pour flûte et piano
- 1999 : In Summer pour hautbois et piano
- Aria pour cor et piano
- Capriccio pour trompette et piano
- Octuor pour l'ensemble Paragon (flûte, hautbois, clarinette, basson, cor, trompette, tbn., bar.)
- Sextuor pour flûte, deux clarinettes, violon, violoncelle et piano
- Sonate pour clarinette et piano, op. 22
- Sonata Notturna, pour cor et piano
- Wild Garden, cinq pièces pour clarinette et piano

### Musique chorale
- A Hymn to the Virgin (SATB et piano.)
- 1989 : Christ’s Nativity pour SATB et orgue
- Cradle Song pour SATB et piano
- Epitaph for This World and Time
- Messe en la (1980) (SSATTB, a cappella)
- Nocturnal pour chœur SATB
- 1986 : Prometheus pour soprano, mezzo, ténor et baryton solos, chœur SATB et orchestre
- 1979: Requiem pour chœur mixte, a cappella
- 1973 -74 : Te Deum, Homage to Venice pour chœur mixte, ensemble à vent et percussion
- The for Mixed Chorus and 10 Winds' (poèmes de Henry Vaughan)
- 1957 : The Bermudas for Baritone, chœur SATB  et orchestre, op. 33
- 1985 : The Bright Heavens Sounding (solistes SATB et chœur, flûte, 2 hautbois, basson, 2 cors, 2 trompettes en ut, cordes.)
- 1985 :The Convergence of the Twain pour SATB et piano
- 1972: The Descent of the Celestial City de Epitaph For This World And Time (SATB et orgue)
- The Fray of Support pour chœur SATB, a cappella, op. 21
- 1973 : The Golden Sequence (chœur SATB, assemblée et orgue)
- 1982 : The Passion of Our Lord According to Saint Mark (solistes SATB, chœur et orchestre)
- The Summer Fields, six sonnets de John Clare
- Midsummer
- Careless Rambles
- Summer Happiness
- The Heat of Noon
- The Nightingale
- Twilight in Summer
- 1975 : To Columbus (chœur mixe, 3 trompettes, 3 trombones, 3 percussions)
- 1980 : Vespers, (chœur mixte, 2 pianos, hautbois, percussions)

### Pour orchestre
- 1958 : 1912, ouverture légère, op. 38 (1958)
- 1963 : 1912 (nouvelle notation de l'ouverture 1912 pour orchestre d'harmonie[4])
- 1970 : Alastor pour orchestre
- 1971 : Amphion, concerto #2 pour violon et orchestre
- Arias pour orchestre de chambre
- 1975 : Aurora pour orchestre
- Bartholomew Fair Overture pour orchestre, op. 17
- 1999 : Bulgaria: Invocation / Evocation pour orchestre
- Cantos for Orchestra
- 1969 : Circus pour deux trompettes et orchestre
- 1950 -51 : Concerto pour clarinette et orchestre, op. 7
- 1964 : Concerto pour orgue et orchestre
- Concerto pour violon et orchestre, op. 15
- 1977 : Cleopatra Dramatic Scene pour soprano et orchestre
- 1972 : Commedia Concerto pour orchestre
- 1972 : Concerto pour harpe et petit orchestre
- Écossaise pour orchestre
- 1993 : In Changing Light, quatre impressions pour orchestre
- Jazz Trumpet Concerto pour trompette de jazz et orchestre, op. 37
- Jubilee pour orchestre
- London: Kaleidoscope pour piano et orchestre
- 1967 : Concerto pour piano #1
- 1987-88 : Concerto pour piano #2 [5],[6].
- Danses écossaises pour orchestre, op. 32
- Sinfonia pour deux orchestres
- Sinfonia concertante pour violon, alto et orchestre de chambre
- Sonate pour orchestre de chambre, op. 34
- Sonates et variantes pour orchestre
- 1966 : série de Sonates et variantes pour dix instruments à vent[3])
- Variations symphoniques pour orchestre, op. 19
- 1948-49 : Symphonie #1 Cyrano de Bergerac
- Symphonie #2
- 1981 : Symphonie #3 en sol, « Automne » pour orchestre
- 1979-1981 : Symphonie #4 en si pour orchestre
- 1976 : The Alexandrian Sequence pour orchestre de chambre
- 1995 : The Transit of Jupiter pour orchestre
- Variations sur un thème original pour cordes, op. 1
- 1970 : Voyage pour cor et orchestre de chambre

### Orgue
- 1965 : Aubade pour orgue solo
- 1966 : Threnos: In Time of War pour orgue solo
- 1970 : Paraphrase à partir d'une musique pour orgue dans Epitaph for This World and Time
- 1975 : A Vision of Canopus pour orgue solo
- Fanfares et variantes pour orgue solo
- 1986 : Le Tombeau de Bach, huit réflexions sur Six chorals pour orgue solo
- Roman Music pour orgue solo

### Piano
- 1993 : A Book Of Watercolours pour piano solo
- 1990 : A Field of Butterflies pour piano solo
- 1995 : Denislav’s Diary: Scenes from Childhood pour piano solo
- 1986 : Le Jardin de Monet neuf mouvement pour piano solo
- Months and Metamorphoses Volume 1 : janvier, février, mars, avril
- Months and Metamorphoses Volume 2 : mai, juin, juillet, août
- Months and Metamorphoses Volume 3 : septembre, octobre, novembre, décembre
- Nocturnes with Cadenzas pour piano
- 1972 : Palinodes pour piano solo
- 1951, revised inn 1971 : Sonate #1 pour piano solo
- 1973 : Sonate #2 pour piano solo
- 1978 : Sonate #3 pour piano solo
- Trois pièce pour piano, op. 30

### Opéra et musique de scène
- 1987 : Agamemnon
- 1978 : Anna Karenina
- 1982- 1983 :Lancelot
- 1992 : London's Fair
- 1980-1996 : On the Eve
- 1968 : Pharsalia (Dramatic Commentary)
- 1983 : Raleigh's Dream
- 1976 : Tamberlaine (drame lyrique pour la radio)
- 1973 : The Catiline Conspiracy
- 1968 : The Royal Hunt of the Sun
- 1994 : The Tragedy of Macbeth

### Musique vocale
- A Testament of War pour baryton et orchestra
- 1957 : Cantata #1 pour ténor et piano
- Dialogues pour soprano et cinq instruments
- Five Love Songs for High Voice and Orchestra, op. 36
- 1973 : Five Lyrics of Torquato Tasso pour baryton et piano
- Love is Life's Spring, arrangement d'un poème de John Clare pour soprano et piano
- Paris du Crépuscule à l'aube, Six arrangements de Baudelaire pour voix et orchestre
- 1981 : Ricordanza pour voix haute et orchestre
- 1954 : Songs of Summer pour voix haute et piano
- 1978 : The Spirit of Delight Songs of Life, Love and Death